# 236 Хонория
(236) Хонория (Honoria) е астероид от астероидния главен колан, открит на 26 април 1884 г. от Йохан Пализа във Виена.
Небесното тяло е наименовано на Юста Грата Хонория, внучка на източноримския император Теодосий, която започва преговори с краля на хуните Атила.
Хонория има диаметър от 86, 20 километра. Тя има относително светла, богата на силикат повърхност с
албедо от 0,1271. За точно 12 часа и 20 минути тя се завърта около собствената си ос.